# Edgardo Cortese
Edgardo Cortese (Napoli, 28 agosto 1897 – Monte Asolone, 15 giugno 1918) è stato un militare italiano, insignito della medaglia d'oro al valor militare.

## Biografia
Arruolato nel Regio esercito, combatté nella prima guerra mondiale nel 33º Reggimento Artiglieria da campagna, con il grado di sottotenente.
Il 15 giugno 1918 l'artiglieria italiana fronteggiava quella austriaca nella Battaglia del solstizio. Il sottotenente Cortese, pur essendo ferito, svolgeva la missione assegnatagli come ufficiale di collegamento tra i reggimenti dislocati sul monte Asolone e la Brigata Bari, posizionata sul Col delle Farine. Proseguiva poi l'azione in prima linea, al comando di un gruppo di mitraglieri, restando infine colpito a morte.
Il 21 marzo 1921 gli fu conferita la medaglia d'oro alla memoria. Negli anni '30 del Novecento fu realizzato un busto commemorativo, collocato ancora oggi nel Palazzo San Giacomo sede del Comune di Napoli.